# Abrocoma shistacea
Abrocoma shistacea és una espècie de mamífer rosegador de la família dels abrocòmids. És endèmica de la província de San Juan (Argentina), on viu a una altitud de 3.800 msnm. El seu hàbitat natural són les zones rocoses situades dins d'herbassars. Es desconeix si hi ha cap amenaça significativa per a la supervivència d'aquesta espècie.